# Infinity
Infinity je drugi studijski album kanadskog glazbenika Devina Townsenda i prvi izdan pod njegovim pravim imenom. Townsendova diskografska kuća HevyDevy Records objavila ga je 21. listopada 1998. godine.

## Pozadina
Nakon što je dovršio Strapping Young Ladov ekstremni metal album City i svoj samostalni progresivni rock uradak Ocean Machine: Biomech, Townsend je doživio živčani slom. O tom je periodu izjavio: "Ljudska bića postala su mi mali, usamljeni roza komadići mesa na bazi vode, oblici života koji kroz sebe ispuhuju zrak i stvaraju zvukove koje drugi komadići mesa naočigled razumiju". Godine 1997. prijavio se u psihijatrijsku bolnicu, gdje mu je bio dijagnosticiran bipolarni poremećaj. Dijagnoza mu je pomogla u uočavanju izvora dviju strana njegove glazbe; smatrao je da je njegov poremećaj "stvorio dva ekstrema koja su Strappingov album City i Ocean Machineov Biomech."
Nakon što je izišao iz bolnice, Townsendu je "sve kliknulo" i uspio je skladati pjesme za svoj drugi samostalni album, Infinity, koji je opisao kao "roditeljski projekt" Cityja i Biomecha. Townsend se vratio u studio s bubnjarem Geneom Hoglanom kako bi zajedno radili na albumu, na kojem je Townsend svirao većinu glazbala. Tijekom snimanja Devin je spavao na studijskom podu. Devin je izjavio da je Infinity djelomično bio nadahnut eksperimentiranjem s LSD-jem i ostalim psihodeličnim drogama.
Također je izjavio da Infinity predstavlja "službenu glazbu za Isusov povratak" i da je vrlo intiman album jer su se na njemu kao gostujući pjevači pojavili njegovi roditelji i sestra. Snimanje albuma trajalo je više od godine dana. Toliko je bio nezadovoljan prvim miksom albuma, koji je nastao u svibnju 1998. godine u studiju Hipposonics, da je u kolovozu 1998. napravio drugi miks i spojio ih u jedan, zbog čega nije imao dovoljno vremena da u knjižicu prvog izdanja albuma uklopi tekstove pjesama.
Za pjesmu "Christeen" bio je snimljen glazbeni spot.
Prve dvije minute pjesme "Om" katkad su se izvodile uživo kao interludij u druge pjesme i bile su snimljene u demoinačici za album Addicted (no kasnije su se pojavile na box setu Contain Us). Dio skladbe "Processional" pod imenom "Infinite Waltz" kasnije je bio iskorišten kao outro za pjesmu "The Mighty Masturbator" s albuma Deconstruction. Pjesma "Truth" ponovno je bila snimljena za Transcendence, sedmi studijski album Devin Townsend Projecta.
Album sadrži nekoliko slika koje prikazuju golog Townsenda kao dvospolno biće; time je želio istaknuti da nije važan izgled glazbenika, već samo njegova glazba.

## Popis pjesama
Inačica Infinityja koju je objavio InsideOut sadrži drugačije nazive pjesama te su ti nazivi navedeni u zagradama. Ta je verzija albuma sadržavala i tri bonus skladbe.
Tekstovi i glazba: Devin Townsend, osim pjesme "Christeen", koju je napisao s Gingerom. 
| 1.    | »Truth«                              | 3:58 |
| 2.    | »Christeen«                          | 3:42 |
| 3.    | »Bad Devil«                          | 4:52 |
| 4.    | »War«                                | 6:30 |
| 5.    | »Soul Driven« (Soul Driven Cadillac) | 5:14 |
| 6.    | »Ants«                               | 2:01 |
| 7.    | »Colonial Boy« (Wild Colonial Boy)   | 3:04 |
| 8.    | »Dynamics« (Life Is All Dynamics)    | 5:09 |
| 9.    | »Unity«                              | 6:57 |
| 10.   | »Noisy Pink Bubbles«                 | 6:09 |
| 47:36 |                                      |      |

| Bonus skladbe | Bonus skladbe                             | Bonus skladbe | Bonus skladbe | Bonus skladbe | Bonus skladbe | Bonus skladbe | Bonus skladbe | Bonus skladbe | Bonus skladbe |
| Br.           | Skladba                                   | Trajanje      |               |               |               |               |               |               |               |
| ------------- | ----------------------------------------- | ------------- | ------------- | ------------- | ------------- | ------------- | ------------- | ------------- | ------------- |
| 11.           | »Sister« (akustična inačica, uživo)       | 2:16          |               |               |               |               |               |               |               |
| 12.           | »Hide Nowhere« (akustična inačica, uživo) | 5:03          |               |               |               |               |               |               |               |
| 13.           | »Man« (demo iz 1996. godine)              | 5:12          |               |               |               |               |               |               |               |
| 60:07         |                                           |               |               |               |               |               |               |               |               |

Izvorni je popis pjesama na Infinityju bio drugačiji od konačnog. Townsend nije mogao dovršiti neke skladbe zbog vremenskog ograničenja koje mu je nametnula diskografska kuća. Te su pjesme naknadno bile objavljene na EP-u Christeen + Four Demos. Izvorni je popis pjesama bio:
| Izvorni popis pjesama | Izvorni popis pjesama | Izvorni popis pjesama | Izvorni popis pjesama | Izvorni popis pjesama | Izvorni popis pjesama | Izvorni popis pjesama | Izvorni popis pjesama | Izvorni popis pjesama | Izvorni popis pjesama |
| Br.                   | Skladba               | Trajanje              |                       |                       |                       |                       |                       |                       |                       |
| --------------------- | --------------------- | --------------------- | --------------------- | --------------------- | --------------------- | --------------------- | --------------------- | --------------------- | --------------------- |
| 1.                    | »Truth«               | 3:58                  |                       |                       |                       |                       |                       |                       |                       |
| 2.                    | »Processional«        | 11:42                 |                       |                       |                       |                       |                       |                       |                       |
| 3.                    | »Christeen«           | 3:42                  |                       |                       |                       |                       |                       |                       |                       |
| 4.                    | »War«                 | 6:30                  |                       |                       |                       |                       |                       |                       |                       |
| 5.                    | »Soul Driven«         | 5:14                  |                       |                       |                       |                       |                       |                       |                       |
| 6.                    | »Om«                  | 6:18                  |                       |                       |                       |                       |                       |                       |                       |
| 7.                    | »Dynamics«            | 5:09                  |                       |                       |                       |                       |                       |                       |                       |
| 8.                    | »Unity«               | 6:57                  |                       |                       |                       |                       |                       |                       |                       |
| 49:30                 |                       |                       |                       |                       |                       |                       |                       |                       |                       |

## Objava
Infinity je u listopadu 1998. godine objavila Townsendova nezavisna diskografska kuća HevyDevy Records. U Kanadi ga je objavio HevyDevy, u Japanu Sony, dok ga je u Europi prvo izdao USG Records, a potom InsideOut, čija je inačica albuma sadržavala tri bonus skladbe.

## Recenzije
Michael Rensen iz glazbenog časopisa Rock Hard u svojoj je recenziji izjavio da Infinity razočarava u usporedbi sa svojim prethodnikom Ocean Machine: Biomech te je dodao da je Townsend umjetnost skladanja pjesama ostavio po strani i previše se usredotočio na futurističan zvuk. Pohvalio je "zaraznu "Christeen"" i "Bad Devil", industrijalnu skladbu pomiješanu s trombonima, ali je napomenuo da ostatak pjesama "katkad pada u apokalitičnu, pomalo monotonu pretjeranost zvuka". Jörg Graf s internetske stranice Babyblaue Seiten komentirao je da Infinity nudi bombastičan i brutalan zvuk po kojem je Townsend poznat, ali da same pjesme nisu dovoljno dobre. Kritizirao je uobičajenost melodija te ponavljanje istih rifova i aranžmana i dodao da album "gotovo uopće nije napet" i da "ništa nije pamtljivo". Međutim, pohvalio je pjesmu "Bad Devil", koju je prozvao "ludom duhovnom pjesmom", i instrumental "Ants", koji je smatrao "lekcijom u uglazbljivanju mravinjaka".

## Zasluge
| Devin Townsend - Devin Townsend – vokali, gitara, bas-gitara, programiranje, produkcija, inženjer zvuka, miksanje, mastering Dodatni glazbenici - Gene Hoglan – bubnjevi - Christian Olde Webbers – kontrabas - Andy Condrington – trombon - Erin Townsend – dodatni vokali - Lyn Townsend – dodatni vokali - Naomi – dodatni vokali - Tanya Evans – dodatni vokali - Lara Ulhoff – dodatni vokali - Chris Valagao – dodatni vokali - Brad Jackson – dodatni vokali | Ostalo osoblje - Aaron Mason – fotografija - Mille Thorsen – omot albuma, dizajn - Matteo Caratozzolo – digitalno uređivanje - Jennifer Lewis – digitalno uređivanje - Pete Wonsiak – miksanje - Greg Reely – mastering |